# Пернумия
Пернумия (итал. Pernumia) — коммуна в Италии, располагается в провинции Падуя области Венеция.
Население составляет 3707 человек, плотность населения составляет 285 чел./км². Занимает площадь 13 км². Почтовый индекс — 35020. Телефонный код — 0429.
Покровительницей коммуны почитается святая Иустина Падуанская, празднование 7 октября.